# مستيسلاف روستروبوفيتش
مستيسلاف ليوبولدوفيتش روستروبوفيتش (الروسية: Мстислав Леопольдович Ростропович) (27 مارس 1927-27 ابريل 2007) عازف التشيللو وقائد الاوركسترا الروسي ولد في باكو (أذربيجان) ترك بصماته على الساحة الموسيقية العالمية من خلال تقديمه الأعمال المعاصرة والكلاسيكية.

## الحياة المهنية
بدأ مبكراً تعلم العزف على البيانو ثم التشيللو قبل دخوله كونسرفاتوار موسكو إذ تعلم على يد دميتري شوستاكوفيتش. إلى جانب العزف على التشيللو، أكد روستروبوفيتش موهبته كقائد أوركسترا ومعلم. فقد قاد أوركسترا واشنطن السيمفوني من 1977 إلى 1994 وأعطى اسمه لمسابقة دولية للعزف على التشيللو في باريس، كما دافع عن التراث الموسيقي الروسي وعن الأعمال الموسيقية المعاصرة (بريتن وكوستاكوفيتش وكسيناكيس).
فاز في مسابقات دولية (براغ 1947 وبودابست 1949)، اعتبر من المفاخر القومية إذ منح جائزة ستالين في 1951 و1953 ثم جائزة لينين العام 1964 قبل تتويجه 'فنان شعب الاتحاد السوفياتي' العام 1966. وحصل على ميدالية جورج بيبودي في 1994.

## مواقفه
إلى جانب موهبته الموسيقية الفذة، اعتبر روستروبوفيتش أيضاً رجل مواقف ورأي، فقد كان صديقاً حميماً للفنانين الموسيقيين بروكوفييف وشوستاكوفيتش المغضوب عليهما من ستالين كما استقبل في منزله الكاتب المنشق ألكسندر سولجنتسين في سبتمبر 1970 ولم يتردد في الدفاع عن قضيته في رسالة مفتوحة جلبت عليه غضب الطبقة السياسية. في نوفمبر 1989 احتفل بسقوط جدار برلين بإحياء حفل موسيقي مرتجل في المكان.

## العيش في المنفى
اضطر إلى العيش منفياً في الغرب العام 1974 ثم أسقطت عنه الجنسية السوفياتية في 15 مايو 1978. ولم يعد إلى وطنه مع زوجته غالينا فيشنيفسكايا إلا بعد ذلك بعشر سنوات واستعاد جنسيته العام 1990.

## أعمال خيرية وتطوعية
- كان ممثلاً خاصاً لبرنامج الأمم المتحدة لمكافحة مرض نقص المناعة المكتسبه (الايدز).
- أنشأ مع زوجته مؤسسة تقوم بوضع برامج صحية للأطفال.

## وفاته
احتفل الموسيقار الكبير بعيد ميلاده الـ 80 في مارس 2007 في الكرملين بحضور الرئيس فلاديمير بوتين ونحو 500 مدعو. توفي بعد ذلك بشهر في يوم الجمعة 27 أبريل 2007 وله ابنتان.

## روابط خارجية
- مستيسلاف روستروبوفيتش على موقع IMDb (الإنجليزية)
- مستيسلاف روستروبوفيتش على موقع الموسوعة البريطانية (الإنجليزية)
- مستيسلاف روستروبوفيتش على موقع مونزينجر (الألمانية)
- مستيسلاف روستروبوفيتش على موقع ألو سيني (الفرنسية)
- مستيسلاف روستروبوفيتش على موقع ميوزك برينز (الإنجليزية)
- مستيسلاف روستروبوفيتش على موقع أول موفي (الإنجليزية)
- مستيسلاف روستروبوفيتش على موقع إن إن دي بي (الإنجليزية)
- مستيسلاف روستروبوفيتش على موقع أول ميوزيك (الإنجليزية)
- مستيسلاف روستروبوفيتش على موقع ديسكوغز (الإنجليزية)
- مستيسلاف روستروبوفيتش على موقع قاعدة بيانات الفيلم (الإنجليزية)